# دی‌کلرومتان
دی‌کلرومتان (به انگلیسی: Dichloromethane) با فرمول شیمیایی CH۲Cl۲ یک ترکیب شیمیایی با شناسه پاب‌کم ۶۳۴۴ است. نام دیگر آن متیلن کلراید است که جرم مولی آن 84.93 g/mol می‌باشد.